# AZ, a csodálatos jármű
Az AZ, a csodálatos jármű (The Entity) a South Park című amerikai animációs sorozat 76. része (az 5. évad 11. epizódja). Elsőként 2001. november 21-én sugározták az Egyesült Államokban.
A történet szerint Mr. Garrison egy sajátos, új járművet talál fel, miután elege lesz a reptereken tapasztalt kaotikus állapotokból (melyeket a 2001. szeptember 11-ei terrortámadások után bevezetett biztonsági előírások okoznak). Kyle Broflovski családjához látogató érkezik, Kyle unokatestvére.

## Cselekmény
|  | Alább a cselekmény részletei következnek! |

Anyja betegsége miatt egy időre South Parkba költözik Kyle connecticuti unokatestvére, Kyle Schwartz. „Kyle II” (mivel a két fiúnak azonos a keresztneve, Kyle Broflovski ideiglenesen ezt a nevet kapja anyjától) először örül, hogy találkozhat vele, de csalódnia kell, mert kiderül, hogy a kuzinja valójában milyen ellenszenves alak (Kyle Schwartz a zsidó sztereotípiák nagy részét magán viseli – többek közt folyamatosan panaszkodik, érzékeny a száraz levegőre, allergiás szinte minden húsfélére és rendkívül zsugori). Mivel Kyle tisztában van azzal, hogy unokatestvére hamarosan az antiszemita Eric Cartman sértő megjegyzéseinek céltáblájává fog válni, megvesztegeti Cartmant, hogy fogja vissza magát. Cartman belemegy az üzletbe, de hamar elbukja a számára felajánlott pénzt, mikor az osztályteremben egy koncentrációs táborokkal kapcsolatos viccet süt el. A gyerekek számára világossá válik, hogy Kyle unokatestvére túlságosan idegesítő ahhoz, hogy velük legyen, ezért az epizód nagy része azzal telik, hogy megpróbálnak megszabadulni tőle. Szánkóra ültetik, melyet egy Connecticutba tartó buszhoz kötnek, majd becsalják egy dobozba és repülővel a Déli-sarkra küldik (melynek során Kenny McCormickot a reptéren terroristának nézi és lelövi egy biztonsági őr, miután a fémdetektorral egy körömcsipeszt talált nála), azonban Kyle mindig hazatalál.
Eközben Mr. Garrison megunja a reptereken való hosszú és eredménytelen várakozást, ezért egy Enrique Iglesias klip hatására saját giroszkóp meghajtású egykerekű járművet épít, melyet egyszerűen „AZ”-nak nevez el; az „AZ” óránként 300 mérföldet képes megtenni egy tankkal, több mint 200 mérföld per órás sebességgel. A gép azonban elég különösen néz ki, mivel négy flexibilis karja van, melyek férfi nemi szervekre hasonlítanak; ebből kettőt kézzel, egyet pedig szájjal kell kezelni, a negyedik kar pedig a végbélnyíláshoz illeszkedik, hogy a vezetőt a helyén tartsa. Habár a legtöbben kényelmetlennek tartják az „AZ”-t, a jármű így is gyorsan népszerűbbé válik a légitársaságoknál és Mr. Garrison hatalmas sikert ér el, főleg azután, hogy befektetőként Bill Gates, Steve Jobs és Yasmine Bleeth támogatását is elnyeri. Még John Travolta is úgy dönt, hogy ettől kezdve az új járművel fog közlekedni. A kormány azonban a légitársaságok mellé áll, és annak érdekében, hogy biztosítsa a reptéri alkalmazottak munkahelyi biztonságát, az „AZ”-t betiltják, Mr. Garrison legnagyobb felháborodására. Kyle Schwartz bejelenti, hogy hazautazik beteg anyja ápolásához, miután korábban ötmillió dollárt keresett az „AZ”-ba való befektetéssel. A gyerekek az összeg hallatán azonnal megváltoztatják véleményüket, és győzködni kezdik, hogy maradjon még náluk, de meglepetésükre Kyle Schwartz közli velük, mekkora szemetek és faképnél hagyja őket.